# Zoolook
Zoolook è il sesto album in studio di Jean-Michel Jarre, pubblicato nel 1984 dalla Disques Dreyfus.

## Il disco
È caratterizzato da un largo uso di strumentazione digitale e campionamenti e si distingue per essere particolarmente sperimentale: infatti, molti dei brani sono costituiti da campionamenti vocali in più di trenta lingue diverse, e dall'uso, oltre che di sintetizzatori, di molti strumenti tradizionali. La sonorità dell'album appare influenzata da elementi di musica concreta nonché funk e new wave come conferma la traccia Zoolookologie la più nota dell'album. Alcuni brani erano presenti già nell'album Musique pour Supermarché, pubblicato in una copia sola l'anno precedente. Il brano Moon Machine era stato progettato per quest'album, ma alla fine non incluso nella tracklist: successivamente è stato incluso in un Flexy-disc della rivista Keyboard Magazine e nella compilation Images.
Le voci udibili nei brani del disco sono tratte da canti e discorsi in molte lingue diverse: lingue aborigene, arabo, cinese, lingue eschimesi, francese, giapponese, hindi, inglese, malese, malgascio, olandese, lingua pashtu, lingua pigmea, polacco, quechua, russo, sioux, spagnolo, svedese, tedesco, tibetano turco e ungherese.

## Tracce
Testi e musiche di Jean-Michel Jarre.
1. Ethnicolor I – 11:41
2. Diva (feat. Laurie Anderson) – 7:31
3. Zoolook – 3:51
4. Wooloomooloo – 3:19
5. Zoolookologie – 4:20
6. Blah-Blah Cafe – 3:20
7. Ethnicolor II – 3:54

## Musicisti
- Jean-Michel Jarre - tastiere e dispositivi elettronici
- Laurie Anderson - voce (Diva)
- Adrian Belew - chitarre ed effetti
- Yogi Horton - tamburi
- Marcus Miller - basso
- Frédéric Rousseau - tastiere supplementari
- Ira Siegel - chitarre supplementari

## Strumenti
- Linn LM-1
- LinnDrum
- Simmons SDS V
- Eminent 310 U
- E-mu Emulator
- Fairlight CMI II
- ARP 2600
- EMS Synthi AKS
- Moog 55
- Oberheim OB-Xa
- Sequential Circuits Prophet-5
- Yamaha DX7
- EMS Vocoder 1000